# Цомэ
Цомэ (тиб. མཚོ་སམད་རྫོང་, Вайли: mtsho smad rdzong, кит. упр. 措美县, пиньинь Cuòměi xiàn, палл. Цомэй сянь) — уезд в городском округе Шаньнань, Тибетский автономный район, КНР. Название уезда в переводе с тибетского означает «южная часть озера» (имеется в виду озеро Чжэгу).

## История
В 1959 году путём объединения двух тибетских дзонгов был создан уезд Чжэгу. В 1965 году он был переименован в Цомэ.

## Административное деление
Уезд делится на 2 посёлка и 2 волости:
- Посёлок Цомэ (措美镇)
- Посёлок Чжэгу (哲古镇)
- Волость Нэши (乃西乡)
- Волость Гудуй (古堆乡)